# Sarabande (Haendel)
Pour les articles homonymes, voir Sarabande (homonymie).
La Sarabande de Haendel, HWV 437, est une célèbre sarabande baroque pour clavecin seul, publiée en 1733 par le compositeur britannique, d'origine allemande, Georg Friedrich Haendel (1685-1759). Elle fait partie, avec les deux variations qui la suivent,  de la suite no 4 en ré mineur HWV 437 des neuf suites pour clavecin de 1733, HWV 434-442 (ne pas confondre avec l'air (sarabande) en mi majeur, pour violon et basse continue HWV425).
Sa version pour orchestre à cordes, timbales et basse continue, arrangé par Leonard Rosenman pour le film Barry Lyndon de Stanley Kubrick en 1975, devient une des plus célèbres musique de film de l'histoire du cinéma, avec un Oscar de la meilleure musique de film en 1976,.

## Histoire

### Haendel
Georg Friedrich Haendel est un des plus importants compositeurs de musique baroque du XVIIIe siècle (Siècle des Lumières). Né en Allemagne la même année que Jean-Sébastien Bach, il apprend la musique en Italie, puis s'installe définitivement à Londres, ou il se fait naturaliser anglais en 1727. Cette sarabande composée originellement pour clavecin seul (danse de l’époque baroque) est une de ses œuvres les plus célèbres.

### Barry Lyndonde Stanley Kubrick
Son adaptation pour orchestre à cordes, timbales et basse continue par le compositeur américain Leonard Rosenman, enregistrée par le National Philharmonic Orchestra de l'Orchestre philharmonique de Londres, devient une des plus célèbres musique de film de l'histoire du cinéma, en tant que thème musical principal du film Barry Lyndon de Stanley Kubrick en 1975 (adapté du roman Mémoires de Barry Lyndon de William Makepeace Thackeray). Ce thème lent, fort, et solennel, accompagne la vie tragique, sombre, et funeste de Barry Lyndon, tout le long du film, de son enfance à sa mort, à l'époque de l'Empire britannique du XVIIIe siècle, telle une longue marche funèbre-requiem,. L'album bande originale du film Barry Lyndon est un record de vente à sa sortie en 1975 (avec des œuvres entre autres de Schubert (Trio pour piano et cordes no 2 de Schubert), Mozart, Bach, Vivaldi, et du roi Frédéric II de Prusse...).

## Au cinéma et à la télévision
- 1975 : Barry Lyndon de Stanley Kubrick (Oscar de la meilleure musique de film 1976)
- 1978 : Il était une fois… l'Homme d'Albert Barillé (récit de la Seconde Guerre mondiale)
- 1984 : Nausicaä de la vallée du vent de Hayao Miyazaki
- 2007 : 99 francs de Jan Kounen (d'après 99 francs, roman de Frédéric Beigbeder de 2002)
- 2007 : Redacted de Brian De Palma[11]
- 2009 : Antichrist de Lars von Trier
- 2013 : American Horror Story (saison 3, épisode 9 Chasseur de sorcières)
- 2018 : Narcos: Mexico (saison 1, épisode La Última Frontera)[12]
- 2018 : Homecoming, série télévisée (de type thriller psychologique) mise en ligne sur Amazon Video

## La sarabande de la suiteno4dans les médias
- Stanley Kubrick l'utilise comme thème principal pour la bande-son du film Barry Lyndon (1975).
- En 1988, le chanteur Thierry Mutin, écrit dessus un texte en anglais qu'il chante sous le titre Sketch of love, sous un arrangement de Jean-Pierre Bourtayre et une orchestration de Michel Bernholc et Bernard Estardy, en donnant une version à la fois synthétique et moderne, tout en restant classique. La chanson se classe 3e du Top 50 en janvier 1989, le 45 tours devient disque d'or, et le seul tube à ce jour de son interprète.
- Albert Barillé l'utilise lors du récit de la Seconde Guerre mondiale dans Il était une fois... l'Homme (1978).
- Frida Boccara chante Haendel avec Chorale Royale Mastreechter Staar des Pays-Bas Un monde en sarabande (1979).
- Hayao Miyazaki et Joe Hisaishi l'utilisent lors d'un moment crucial de Nausicaä de la vallée du vent (1984), lorsque l'héroïne atteint un statut quasi-messianique.
- Elle sert d'instrumentale pour la chanson Rimes Passionnelles du collectif Mafia Trece sur l'album L'envers Du Décor en 1999.
- On la retrouve aussi en 2000 dans une publicité pour les jeans Levi's.
- Brian De Palma la reprend dans le film Redacted (2007) lors du passage "Barrage".
- Elle apparaît dans le film 99 francs de Jan Kounen, tiré du livre homonyme de Frédéric Beigbeder en 2007.
- On l'entend dans le prologue du film Antichrist de Lars von Trier en 2009
- Sur la piste Gloria de l'album Maailma Tarvitsee Sankareita (2010), le groupe Teräsbetoni reprend le thème
- Elle apparaît dans la bande annonce du film Présumé Coupable, et La Parade de Srđan Dragojević (2011).
- On la retrouve également dans les films The Raid 2 de Gareth Evans (2014) et 15 ans et demi la même année.
- Elle sert d'instrumentation à la musique du groupe Monastère Amer:Le Hip Hop de Versailles en 2013.
- Elle sert d'instrumentation à la musique Chienne de vie de Fatal Bazooka.
- Elle sert également d'instrumentation à Saute sur ma musique ainsi que The Genevan Heathen - Intro du rappeur Cuizinier sur la street tape Pour les filles, volume II.
- Elle apparaît aussi dans un épisode de la série turque Ezel, dans une scène montrant les deux personnages principaux au combat.